# Epizema

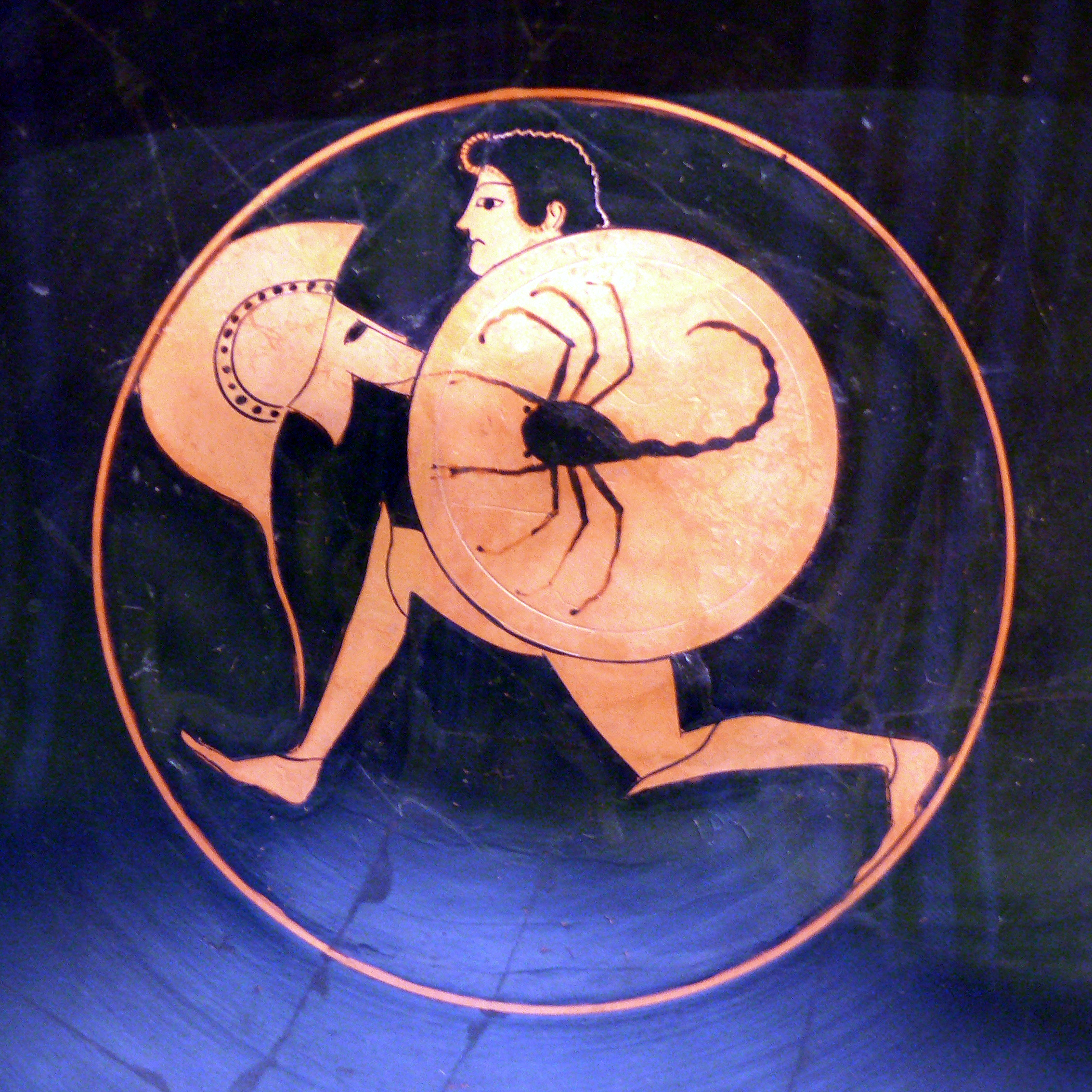
Epizema na tarczy greckiego hoplity (dekoracja kyliksu z kon. VI wieku p.n.e.)

Epizema (stgr. ἐπίσημα) – w starożytności godło przynależności umieszczane na tarczy wojownika greckiego.
Lica tarcz greckich malowano, zazwyczaj w wyróżniającej barwie czerwonej, białej bądź czarnej, nierzadko zdobiąc je tylko geometrycznymi wzorami (np. rozetą, wzorem łuskowym, spiralnym), lecz często oznakowując w sposób czytelny wraz z umieszczeniem na nich konkretnej epizemy. Najczęściej było nią godło fyli (szczepowe) – np. wąż, głowa wołu lub barana, koń, albo znak związany z patronującym bóstwem, np. orzeł (symbol Zeusa), koń (symbol Posejdona), sowa lub głowa Gorgony (kojarzona z Ateną). Jest prawdopodobne, że godła te należy łączyć z przeżytkami totemicznymi organizacji plemiennej z okresu koczowniczego, w postaci dawnych znaków rodowych przypisanych grupom, które swe pochodzenie w linii męskiej wiodły od wspólnego szlachetnego przodka. Typowymi przykładami był woli łeb attyckiego rodu Butadów, koń Pizystratydów (wywodzących się od Posejdona, któremu poświęconym zwierzęciem był koń), triskeles Alkmeonidów czy zad koński Filaidów (być może totem rozszczepiony wskutek podziału rodu). 
Źródła ikonograficzne wskazują, że obok podobnych znaków zoomorficznych występowały także dzik, pies, lew, sfinks, skorpion, kogut, kruk, ale też postacie ludzkie (np. wojownika) i niejasne znaczeniowo wyobrażenia figuralne (oko, noga, trójnóg, kantaros).
W czasach rozwiniętych miast-państw, zwłaszcza pod koniec V wieku p.n.e., na tarczach zamiast symbolicznych ozdób umieszczano litery wskazujące miejsce pochodzenia wojownika – np. literę alfa (A) dla Ateńczyków, lambdę (Λ) dla Spartan (Lacedemończyków) czy sigmę (Σ) dla Sykiończyków.     